# 拉玛九世大桥
拉玛九世大桥是位于泰国曼谷的一座双塔单索面斜拉桥，跨越昭披耶河连接然那哇县与叻巫拉纳县，是乍聿-玛项纳干高速公路的组成部分。
大桥为纪念泰国国王普密蓬·阿杜德的60岁生日而命名，开通日期也选择在国王生日当天。该桥是泰国的第一座斜拉桥，同时也是当时世界上主跨长度第二的斜拉桥，仅次于上一年通车的阿力克斯·菲沙桥，也曾是世界上主跨最长的单索面斜拉桥。
大桥主跨450米，采用钢箱梁正交异性桥面及钢桥塔，由混凝土桥墩和桩基支撑。